# Novogvinejski dingo
Novogvinejski dingo (znanstveno ime Canis lupus hallstromi) je divji pes, ki se je prvič pojavil v Novi Gvineji v starem veku. Uporabljali so jo kot mrhovinarja. Ta pasma je skoraj izumrla zaradi novo uvoženih psov. V 50 letih 20. stoletja so spet odkrili čistopasemski par v dolini Lavanni v južnem višavju. Pasma je znana po enoličnem tuljenju.
Je neprimiren za otroke in za mesto. Dobro prenaša vse vremenske razmere. Je zelo težko učljiv ter potrebuje veliko sprehodov. 
Težek je okoli 10 kg visok pa 35–38 cm. Živi od 10-12 let. Po navadi je bele in rdečkasto rjave barve.